# Мануель Нахера
Мануель Нахера (ісп. Manuel Nájera, нар. 20 грудня 1952) — мексиканський футболіст, що грав на позиції захисника.
Виступав, зокрема, за клуби «Універсідад де Гвадалахара» та «Монтеррей», а також національну збірну Мексики.

## Клубна кар'єра
У дорослому футболі дебютував 1971 року виступами за команду «Сакатепек», в якій провів два сезони, після чого протягом 1973—1975 років захищав кольори клубу «Пуебла».
Своєю грою за останню команду привернув увагу представників тренерського штабу клубу «Універсідад де Гвадалахара», до складу якого приєднався 1975 року. Відіграв за команду з Гвадалахари наступні чотири сезони своєї ігрової кар'єри. Більшість часу, проведеного у складі «Універсідад де Гвадалахара», був основним гравцем захисту команди і у 1978 році він тріумфував зі своєю командою в найпрестижнішому змаганні континенту — Кубку чемпіонів КОНКАКАФ, ставши співвласником трофею з ще двома клубами.
Протягом 1979—1980 років захищав кольори клубу «Халіско», а 1980 року перейшов до клубу «Монтеррей», за який відіграв 3 сезони. Граючи у складі «Монтеррея» також здебільшого виходив на поле в основному складі команди. Завершив кар'єру футболіста виступами за команду «Монтеррей» у 1983 році.

## Виступи за збірну
12 жовтня 1972 року дебютував в офіційних матчах у складі національної збірної Мексики в товариському матчі проти Коста-Рики (3:1).
У складі збірної був учасником чемпіонату світу 1978 року в Аргентині, однак на поле не виходив
Загалом протягом кар'єри у національній команді, яка тривала 8 років, провів у її формі 21 матч.

## Титули і досягнення
- Переможець Чемпіонату націй КОНКАКАФ: 1977